# عسل الباشكير

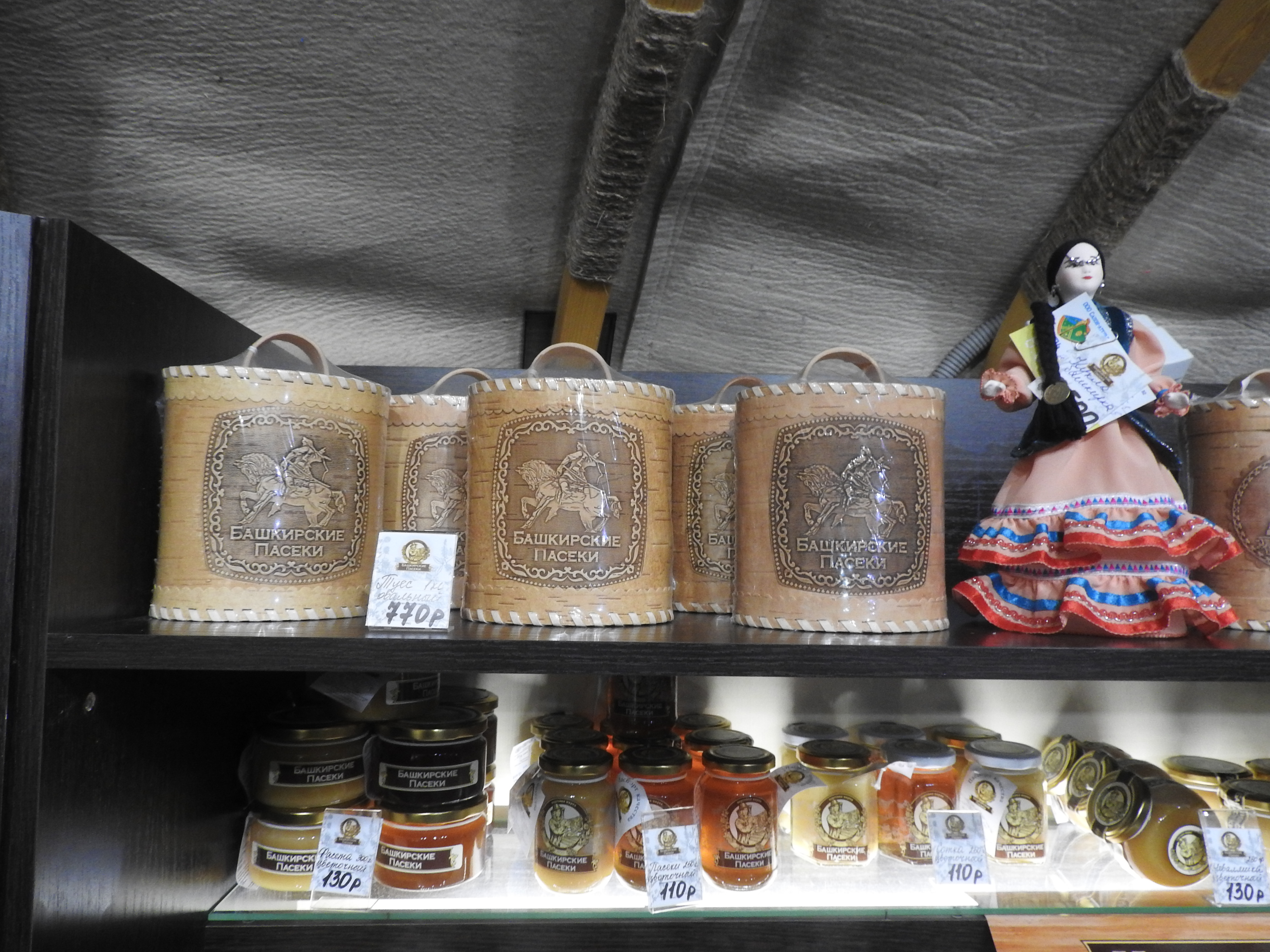
العسل في قرية باشكيرية

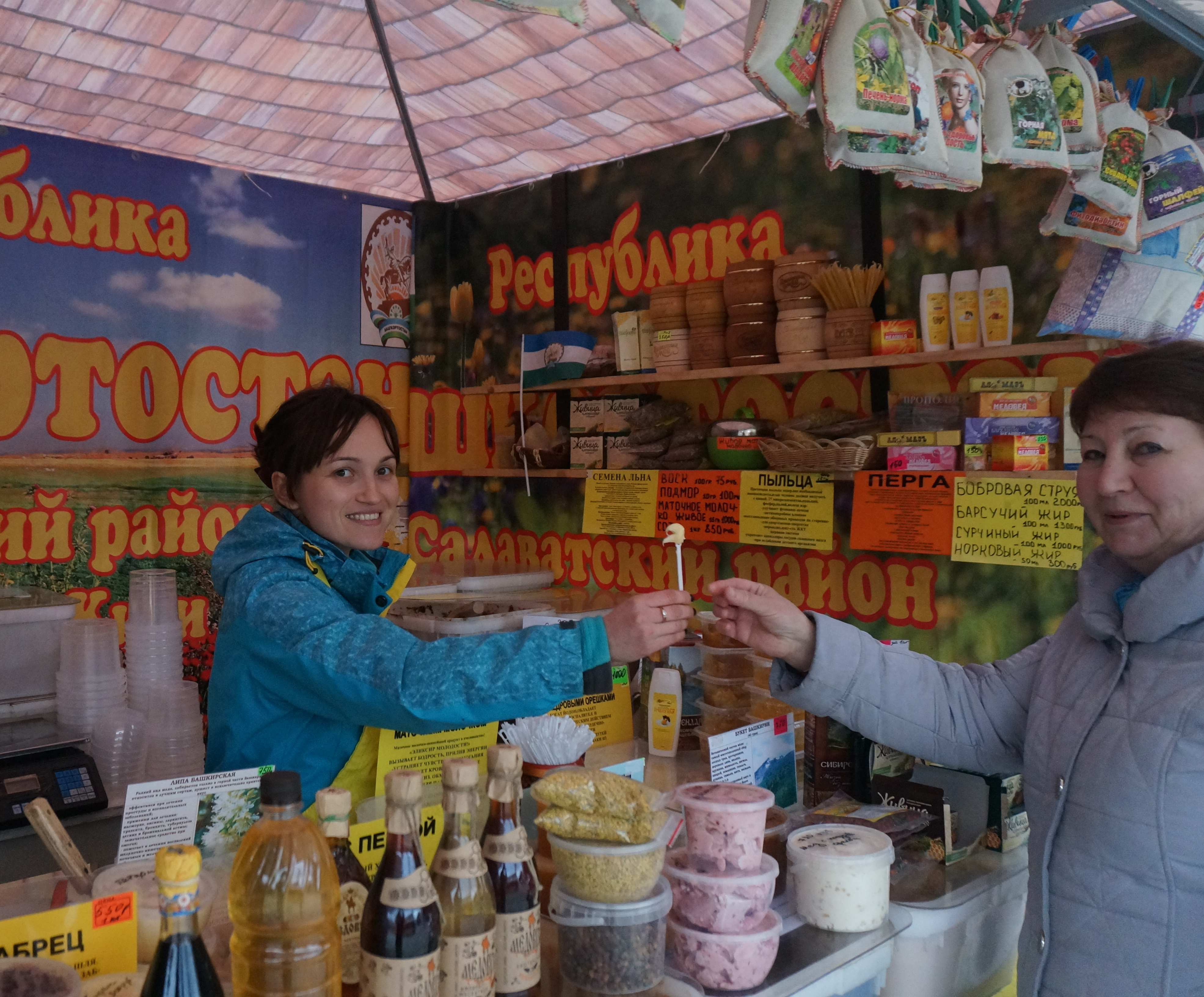
متجر عسل الباشكير في يالطا

عسل الباشكير (بالباشقيرية: башҡорт балы)‏ هو العسل المنتج في باشكورستان.
اسم «عسل الباشكير» هو علامة تجارية محمية. في عام 2005، حصل مركز بحوث تربية النحل والعلاج بالنحل الباشكيري على براءة اختراع على عبارة «عسل الباشكير» لتسمية منتجات العسل فيما يتعلق بمكان منشأ البضاعة. في عام 2017، أصبحت ذ. م. م عسل الباشكير، إحدى الشركات التابعة لشركة مناحل الباشكير، وهي منتج كبير للعسل، مالكًا لحق حصري آخر في تسمية المنشأ (NMPT) لعسل الباشكير. في عام 2018، سجلت «ذ. م. م ريفيسين» علامة «باشميد» التجارية.

## المميزات

### تربية النحل
بورتنيشيستفو (Бортничество)- تربية النحل في الغابات، ازدهرت هذه الحرفة الشعبية على أراضي باشكورستان الحديثة منذ العصور القديمة، قبل وقت طويل من وصول القبائل التركية إلى هذه الأماكن - أسلاف الباشكيريين. يتضح هذا أيضًا من خلال معاينة أرض دفن بيرسكي المكتشفة في عام 1902، والتي يبلغ عمرها 1500 عام تقريبًا: من بين أوانيها الأخرى، تم العثور على المعدات الكاملة لشخص غريب - منتج عسل الغابة. تشير لوحات الكهوف الموجودة في كهوف مقاطعة بورزيانسكي إلى أن الأشخاص البدائيين كانوا ينتجون العسل في هذه الأماكن.
في النصف الثاني من القرن الثامن عشر. وصل شعب الباشكير إلى ذروته. بيوتر ريتشكوف ‏ أول عضو مناظر في الأكاديمية الروسية للعلوم
عند دراسة طبيعة وأسلوب حياة شعوب جنوب الاورال ‏، أشار في كتاباته إلى أن «... في كل مكان توجد غابات بها العديد من النحل»""، والمدخرات الرئيسية للباشكيريين هي «في مزارع الخيول وتربية على الماشية والنحل على متنها.... يحصل الباشكيرون على دخل كبير لأنفسهم من  نحل البورون الذي يوجد في أماكن الغابات، فهم ماهرون  للغاية في تربية النحل لدرجة أن هناك الكثير منهم، وواحد منهم لديه عدة آلاف من أشجار البورون، وفي الشجرة الواحدة، توجد لوحتين وأحيانًا ثلاث لوحات النحل لكل منهما.... ونادراً ما يعيشون في أماكن الغابات، الذين لن يكون لديهم شيء في المنزل. من هذه اللوحة، يقوم بإخراج العسل والشمع بالقرب من البركة، أحيانًا أكثر  أو أقل».
كتب نجل بيتر إيفانوفيتش بعد الرحلة في 1769-1770 من أوفا إلى الشمال الغربي في أراضي فياتكا وبيرم، وهو معجبا بفن بورتنيكوف الباشكير، :«... ليس هناك من يستطيع أن يتفوق عليهم في تربية النحل».
من كتاب الطريق «روسيا. الوصف الجغرافي الكامل لبلدنا»، الذي صدر في عام 1914 تحت رئاسة تحرير الجغرافي الروسي الشهير سيمينوف تيان شان«في محافظة أوفا، تعطي تربية النحل في الغابات  أفضل عسل (الزيزفون) وفي منطقتي أوفا وسترليتاماك، جزء من بيرسك والقليل جدا في مقاطعة بيليبييفسكي. يتم تربية النحل المحلي بشكل أساسي من قِبل الباشكير وجزء من الفلاحين الروس؛ لدى الأولى مزارع صغيرة لتربية النحل في الغالب، بينما تصل الأخيرة إلى أحجام كبيرة إلى حد ما (حتى 1000 خلية). تربية النحل في الحقول شائعة في جميع أنحاء المقاطعة. من مقاطعة أوفا، يتم تصدير عسل الزيزفون حتى 3-4 آلاف جنيه [49.1 - 65.5 طن] إلى قازان وموسكو [حيث أقيمت أكبر معارض العسل]. »
تطورت بورتنيشيستفو في باشكورستان على مدى قرون عديدة، وتم وضع تمغة (دمغة) عائلة الأسلاف على أشجار البورتيفي وورثتها الأجيال اللاحقة من مربي النحل.

### معدات العامل المسمى بورتوفيك (bortovik)

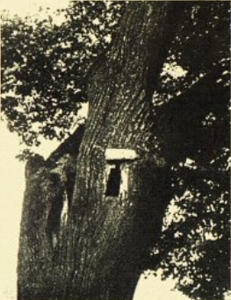
بورت

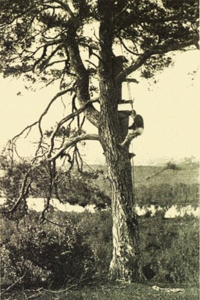
بورتوفيك

كيرام (кирам)- حزام من الخوص أو الجلد الخشن، يصعد به العامل الشجرة؛ ليانج (лямге)- مسند للقدمين مثبت على جذع شجرة تحت الجسد؛ وغيرها من المعدات، التي هي في كثير من الأحيان موروثة. من أجل قطع جوفاء في شجرة، يرتفع البورتوفيك رابطًا نفسه بجذع الشجرة بواسطة الكيرام، ويرمي الكيرام أعلى فأعلى إلى ما يعادل ارتفاع منزل ذو أربعة أو خمسة طوابق، هناك، يربط اللانج، بمساعدة فأس وتسلا ودعامة يقوم بتقطيع ومعالجة الجانب المجوف. يُترك التجويف المشقوق لمدة عام أو عامين حتى يجف، ومن ثم يتم تجهيزه لتستقر فيه عائلة النحل. بدلاً من الجوانب الموجودة في جذوع الأشجار، يمكن استخدام الجذوع المقطوعة أيضًا، وتقطيعها إلى طوابق، التي يتم ربطها بعد ذلك إلى الجذوع. يسكن النحل البري البورت (Борти) في الربيع خلال فترة التكاثر، ويقوم مربو النحل منتصف يوليو تقريبًا بفحص وجمع العسل منهم.
يتم الاحتفال بيوم بورتوفيك (Bortevik) كل عام في وسط هذه الحرفة الشعبية القديمة - تربية النحل في مقاطعة بورزيانسكي ‏ في محمية شولغان-تاش ‏ الطبيعية، حيث يجتمع مربي النحل من جميع أنحاء باشكورستان. ومن الضيوف الأجانب، على سبيل المثال، مربي النحل البولنديين، الذين عادوا إلى شولغان - طاش، لبعث هذه الحرفة في بولندا، حيث اختفت قبل أكثر من قرنين، متبعين نموذج تقنيي تربية الحل الباشكيريين.

### نحلة الباشكير
نحلة البشكير البرية - سكان النحل أبيس ميليفيرا ميليفيرا لام - تساهم في خصوصية عسل الباشكير. يتميز سكان الباشكير من النحل بصلابة الشتاء، ومقاومة التحلل الأوروبي، والتسمم الأنفي والتسمم البشري، وكذلك إنتاجية العسل العالية مع مجموعة العسل القصيرة (على سبيل المثال، من الزيزفون). نحل الباشكير يحظى بتقدير كبير من قبل مربي النحل من الخراف الجاف للعسل. بالمقارنة مع سلالات أخرى ومع سلالات أخرى من نحلة روسيا الوسطى، فإن نحلة الباشكير هي أكثر وحشية: العمل مع خلايا النحل أمر مستحيل دون بدلة، وشبكة والمدخنين. نحل عسل الباشكير كان محل تقدير كبير في المعارض الدولية.
كتب عالم الحيوان الروسي والعالم الطبيعي غريغوري كوزيفنيكوف ‏. في أعماله أن نحلة الباشكير «من وجهة نظر علم الوراثة تمثل أعظم جوهرة» .
يتم تحديد قيمة العسل من خلال عدد دياستاس (diastase) - عدد الانزيمات لكل وحدة حجم. كلما ارتفع هذا العدد، كلما كان العسل أكثر قيمة. والعسل من المناطق الجنوبية من الاتحاد الروسي لديه رقم دياستاتيكي من 5 إلى 8، وفي كراي ألطاي يصل إلى 18، في الباشكير من 22 إلى 50.

## إنتاج العسل
يحتل باشكورتوستان المرتبة الأولى في روسيا حسب عدد عائلات النحل وإنتاج العسل القابل للتسويق والتطورات العلمية في تربية النحل. يبلغ متوسط كمية العسل التي يتم جمعها سنويًا في باشكورتوستان 5-6 آلاف طن. يستخدم أيضًا عسل الباشكير في برنامج ما قبل الرحلة لرواد الفضاء في ستار سيتي، والذي يتم تضمينه أيضًا في النظام الغذائي اليومي لأعضاء المحطات الفضائية المدارية. كرست فرقة دي دي تي واحدة من أغانيها إلى عسل الباشكير.

## خصائص عسل الباشكير
اليوم هناك العديد من أصناف العسل الباشكيري. تتميز كل الأنواع بطعمها ولونها ورائحتها، حسب المكان الذي جمعت فيه.
يتميز بالعديد من ألوان العنبر الجميلة والعنبر الذهبي والعنبر الفاتح، ويتميز عسل الباشكير بالعديد من النكهات بنكهة عطرية مع ظهور انبعاث من زهور المروج مثل الهندباء والزعتر والبرسيم والمريفيوم وغيرها الكثير. يمنح العسل مذاقا لطيفا مرتبطا.
وهو مصنوع من نوع مختلف من نحل العسل، النحل الأسود الأوروبي البري النقي.
- إنزيمات مختلفة تضاف إلى العسل
- يتم إنتاجه في أجوف الأشجار
- مصنوع من الزيزفون والنباتات العادية، ولكن من منطقة مرتفعة غير ملوثة.
- يتم جمعه مرة واحدة فقط في السنة، عندما يغلق مربي النحل قرص العسل في فصل الشتاء.

مصدر الرحيق الرئيسي هو شجرة الزيزفون قلبي الأوراق (tilia cordata) الموجود في غابات الباشكير التي تعطي ما يصل إلى 70 - 80 ٪ من العسل القابل للتسويق.تغطي مساحة الغابات التي تسودها هذه الأشجار في باشكورتوستان 933 هكتار أي 17 ٪ من غابات البلاد. تعتبر غابات أشجار الزيزفون القديمة، على وجه الخصوص، منتجو الرحيق المرتفع. فجمع الرحيق من نبات العسل هذا في وقت يتميز بكثافة كبيرة ولكنه لا يطول فهو من 10 إلى 15 يومًا فقط.
يبدأ تراكم الرحيق في الخلية بزيادات صغيرة في الوزن تتراوح من 0.5 إلى 0.7 كجم ثم يزداد بسرعة وعند ارتفاع الإزهار يصل متوسط حجم الخلية إلى 5 - 8 كجم أو أكثر ثم تنخفض. تؤثر الظروف الجوية أثناء إزهار الزيزفون بشكل كبير على مدة وكثافة إنتاج الرحيق.
يحتوي الهكتار الواحد من شجرة الزيزفون في فترة الازدهار ما بين 15 و 17 مليون زهرة تنتج ما يصل إلى 500 - 700 كجم من الرحيق الشبيه بالإكسير.
مصدرآخر للرحيق هو من عائلة الصفصاف. ففي فصل الربيع تبدأ غابة صفصاف المعز (sálix cáprea) في الازهار أولاً. انها تنمو مثل شجرة كبيرة منفصلة تزهر لمدة 8 -12 أيام قبل ظهور الأوراق في أواخر أبريل إلى أوائل شهر مايو. يعطي حصاد العسل من صفصاف المعز دفعة حيوية للنحل لشهر أيار (مايو) ولكن القيقب والصفصاف والبلوط يعطيون الزخم ودفعة كاملة لمستعمرات النحل لتنمو بمعدل مثالي. وبالتالي، فإن النحل الذي نما في ذلك الوقت يشكل القوة الرئيسية لقدراتهم الإنجابية الحاسمة للموسم كله.

## تصدير عسل البشكير
يتم تصدير عسل الباشكير ومنتجاته، بالإضافة إلى المناطق الروسية، إلى العديد من الدول الأوروبية والولايات المتحدة الأمريكية واليابان ودول الشرق الأوسط ورابطة الدول المستقلة. تم توقيع عقد لتوريد عسل الباشكير في عام 2014 إلى الصين بمبلغ 3 مليارات روبل. يبلغ حجم الشحنات 6000 طن، وفي أغسطس 2014، تم افتتاح أول متجر للعسل من الباشكير في مدينة جيوجيانغ الصينية.

## الجوائز والإنجازات
عسل الباشكير هو مشارك متكرر وفائز في العديد من المعارض الغذائية المختلفة.
- 1900 - الميدالية الذهبية في باريس
- 1961 - الميدالية الذهبية في إرفورت (ألمانيا)
- 1965 - الميدالية الفضية في بوخارست (رومانيا) في مؤتمر أبيمونديا الدولي العشرين.
- 1971 - الميدالية الذهبية في المؤتمر الدولي الثالث والعشرون لأبيمونديا في موسكو، في معرض «تربية النحل 71»
- 2001-2004 - أعلى جائزة في معرض «المزارع الروسي» - "Agrorus" في سانت بطرسبرغ [12]
- 2001–2014 - أعلى جائزة في معرض الخريف الذهبي الروسي للصناعات الزراعية في موسكو [13]
- 2002 - أعلى جائزة في المعرض الدولي الأسبوع الأخضر الدولي برلين [الإنجليزية]‏ في برلين

## أدب
- أمير إيشيمغولوف، «التاريخ وحالة تربية النحل الحالية في جمهورية باشكورتوستان»
- الناس والنحل. العلوم والحياة رقم 5 لعام 2005
- صحيفة «الاختيار» رقم 152-155 بتاريخ 10/16/2015. مقال «بشكير العسل هو الأول في البلاد».